# Войновський Петро Олександрович
Петро́ Олександрович Войно́вський (* 8 вересня 1913, с. Станівці Долішні (тепер Станівці, Тарашанська сільська територіальна громада, Чернівецький район, Чернівецька область) — † 8 квітня 1996, м. Нью-Йорк, США) — український політичний, військовий діяч, борець за незалежність України.

## Життєпис

### Родина
Батько — Олекса-Тимош Войновський, служив на кордоні (у м. Бояни) в ранзі сотника і був родом із села Самушин Заставнівського району, а мати — Каролина-Ірина Сигланик, була кравчинею, походила з міста Серет Південної Буковини (нині в Румунії). На початку 1918 р., родина Войновських знову повертається до рідної хати в Сереті. В румунський період батько був активним учасником легального і підпільного українського освітньо-культурного життя на Буковині, зазнавав утисків з боку румунської влади, згодом був позбавлений громадянства Румунії (за підготовку повстання у 1919 р.).

### Дитинство

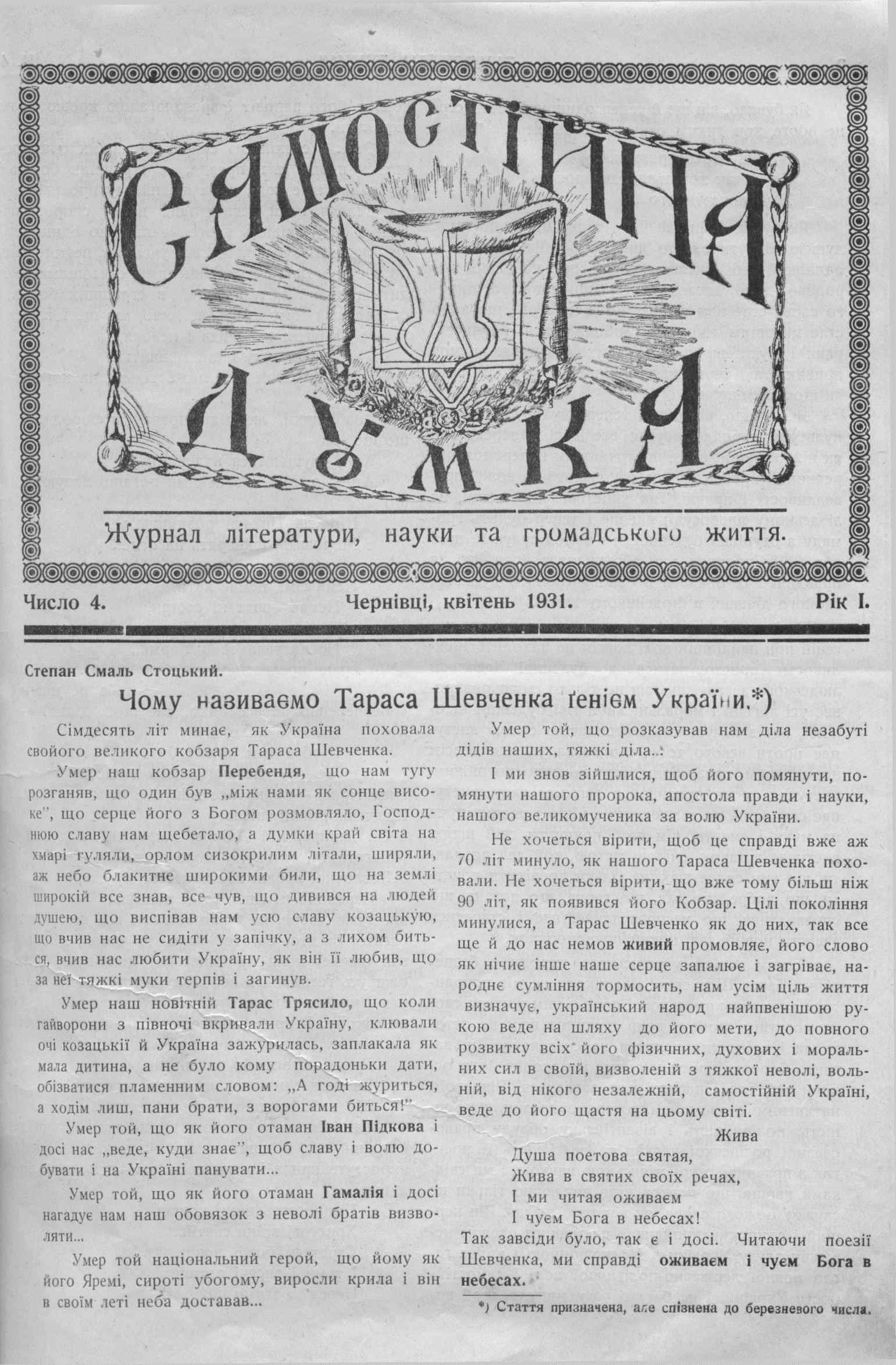
Часопис «Самостійна думка», яку націоналісти поширювали серед українського населення Буковини

Дитинство проходило переважно в Сереті. Місто Серет в той час було значним осередком українського культурного життя з переважно українським населенням. Приблизно у 1921 р. родина переїжджає до Чернівців і його віддають до української школи (до 3 класу). Згодом через розпорядження румунської влади переведений до румунської гімназії «Арон Пумнул» (за використання української мови в гімназії могли покарати і виключити з неї). Був членом румунської скаутської організації «черчеташів», співав у хорі та малював.

### Пласт
Войновський у Пласті в 30-х роках був відповідальним за роботу з молодшими пластунами з міщанської молоді Чернівців. У липні 1931 р. проводив вишкіл у Чернівцях для пластунів з Усть-Путилова. В кінці літа 1932, дізнавшись про Голодомор в Україні, друкував та поширював з друзями-пластунами листівки і брошури про голод і терпіння українського народу. Також проводив вишкіл з усіма курінними та кошовими, де були виголошені доповіді про Голодомор. В липні-вересні 1933 р. організував з друзями водну мандрівка на саморобній чайці, Прутом до Дунаю, а потім аж до Чорного моря. В межах цієї мандрівки він відвідав місця повязані з козаками та гетьманом Іваном Мазепою (м. Галац), а також села населені українцями.

### Членство в ОУН
У червні 1932 року став членом ОУН. В рамках організації проходив вишколи; був учасником легальних політичних акцій, зокрема перед польським консульством (на знак протесту проти арештів українців у Галичині); збирав гроші для підтримки організації. Поширював українські часописи «Самостійність» та «Самостійна думка» і під час поширення у с. Рідківці був впійманий та побитий румунськими жандармами, а потім переданий на допит до сиґуранци (румунської політичної поліції).

#### 1941—1945

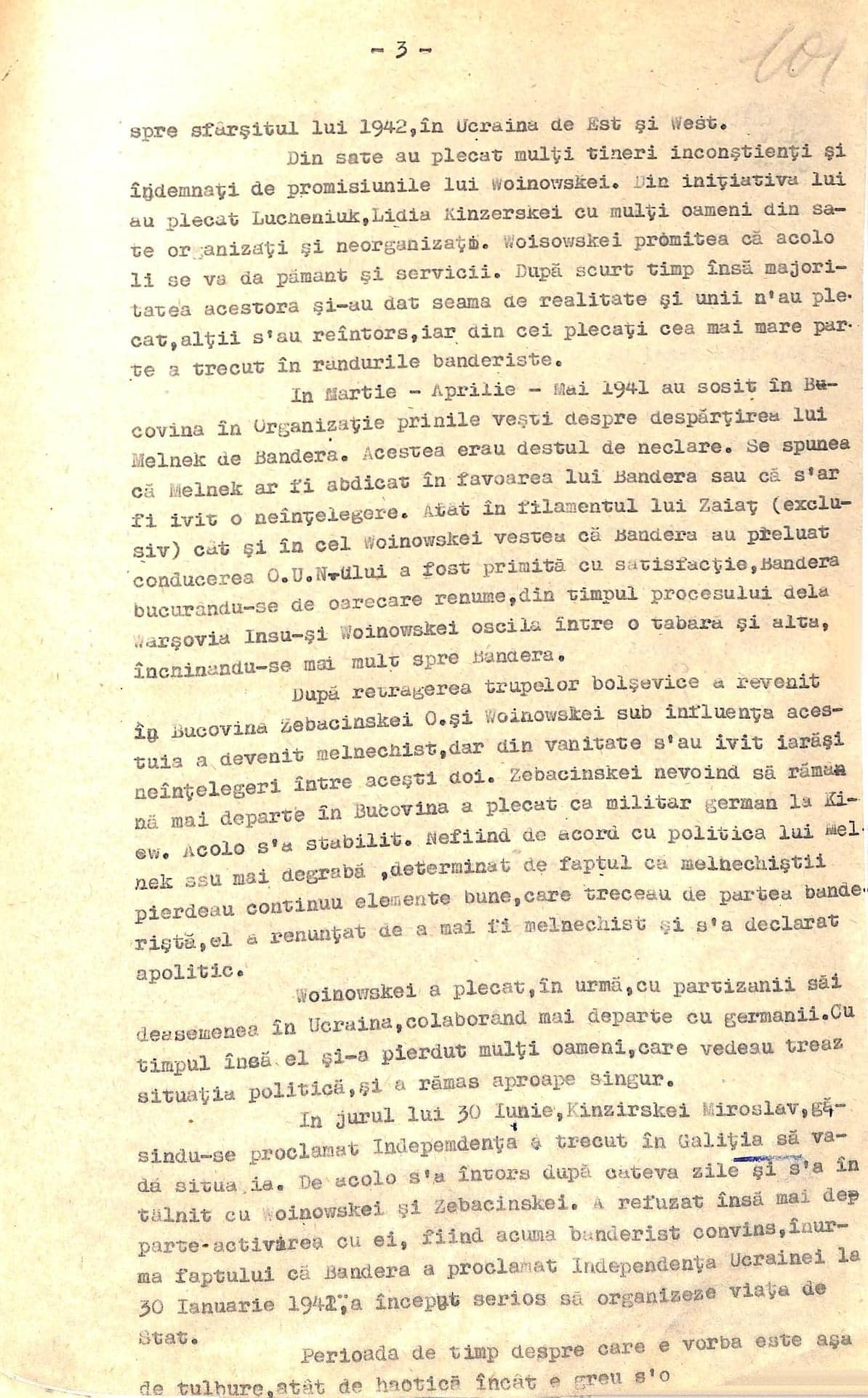
Довідка румунського інспекторату поліції про діяльність націоналістичних груп (А.Мельника та С.Бандери) на Буковині у 1941 р.

### У румунській армії
З 1934 р. до січня 1936 р. Петро Войновський служив у румунській армії й набув військової спеціальності — топографії та картографії в штабній академії. Особливі успіхи у військовому навчанні та службі в армії передбачали можливість викладання у військовій академії, доступ до військових таємниць і прекрасну кар'єру військового офіцера королівської гвардії при одній умові: змінити ім'я на «Петру Войниску». Як член ОУН (з 1932 р.), отримав дозвіл від проводу залишитись в армії. Зваживши всі «за» і «проти» він відмовився змінювати прізвище та був демобілізований.

### Після армії
Знаходить роботу у нафтовидобувній компанії, екстерном здобуває інженерну освіту у Німецькій Вищій Електротехнічній Школі. Під час навчання та роботи не покидав праці у Пласті та ОУН — часто проводив військові вишколи для молоді. У 1937 році Петро Войновський одружується із Наталкою Нижанківською, а у 1938 році у нього народжується донька Оксана. Дружина Войновського впродовж життя була вірним другом і соратником у спільній боротьбі за Україну.

### Друга світова війна

#### 1939—1941
Після початку Другої світової війни мобілізований до румунської армії як резервіст-поручник. Перед вступом радянської армії на Буковину, в ніч з 27 на 28 червня 1940 провів операцію і заволодів зброєю і амуніцією румунських інженерних частин, які відступали. З 1940 р — військовий референт ОУН, а після арешту НКВД керівника ОУН на Буковині Віктора Кулишіра, починає виконувати його функції. Двічі потрапляв в руки НКВД. Після розколу в ОУН приєднався до фракції Андрія Мельника.

#### Буковинський курінь
Після початку війни між Німеччиною і СРСР, і відступу радянських військ з Буковини, Петро Войновський спільно з підпіллям розпочав займати українські населені пункти і встановлювати українську адміністрацію. Орієнтовно на початку липня 1941 р. Войновський провів переговори з німецькою адміністрацією та румунськими представниками щодо формування груп для боротьби з більшовиками. В результаті було сформовано «похідну групу», яка вирушила на схід до Києва і мала завдання організувати з українців на звільнених, від більшовиків, українських землях органи місцевого самоуправління. Командиром Буковинського куреня провід ОУН (м) призначив Войновського.
Дискусійною темою в історіографії є участь членів Буковинського куреня в розстрілі євреїв в Бабиному Яру у вересні 1941 р. Певний час (зокрема через радянську пропаганду), вважалося, що бійці Буковинського куреня брали участь у розстрілі євреїв в Бабиному Яру. Проте документів чи свідчень, зокрема, щодо безпосередньої участі Петра Войновського - не має. Важливу роль у дискусії відіграє дата прибуття частин Буковинського куреня в Київ (до або після розстрілів євреїв 29-30 вересня 1941 року в Бабиному Яру). За даними сучасних досліджень основна частина Буковинського куреня прибула до Києва орієнтовно наприкінці жовтня — початку листопада 1941 року і участі в розстрілах не брала.
За спогадами Михайла Марченка, вояка Червоної армії Буковинський курінь прибув до Києва 28 жовтня 1941 року:
|                                                                    | 29-го жовтня відбулося з’єднання із Буковинським Курінем, на ч. 15 вул. Короленка, що день перед цим прибув із Буковини, і який очолював Петро Войновський. Тут ми злучилися у цих кошарах, що замешкало НКВД за совєтських часів, перед площею Богдана Хмельницького та Святою Софією. Тут тим часом ми є під назвою Київсько-Буковинський Курінь, числом до півтори тисячі людей. Сотник Захвалинський і Курінний Войновський розподіляють деякі частини людей поза Київ на пости нової поліції до Чернігова, Василькова, Білої Церкви та інших районів. |
| — Спогади М.Марченка, які записав Білак Орест у Франції. 1985 рік. | |

Також зберігся документ в якому один з організаторів київської поліції — А.Орлик, організаційне псевдо «Ксенон», в звіті керівництву ОУН, від 18 липня 1942 р писав наступне:
|  | У половині листопада приїхали з Бердичева буковинці з яких було з формовано другий курінь. Тоді перший курінь був названий кур[інь] „Київ”, якого став командантом пор[учник] О., другий курінь дістав назву кур[інь] “Буковина”, якого став командантом пор[учник] В., пор[учник] О. працював в курені “Київ”, до якого був взятий пізніше кур[інь] Буковина, аж до кінця червня. |

Згодом Буковинський курінь був розпущений німцями за націоналістичну діяльність, що йшла в розріз із політикою окупаційної німецької влади, а чимало членів куреня, як й членів інших похідних груп було репресовано.

#### Діяльність в Українській Національній Раді
Петро Войновський був призначений військовим референтом Української Національної Ради, формував законспіровані батальйони, відправляв людей в УПА Т. Бульба Боровця. Після переїзду проводу УНРади до Львова працював у військовій референтурі ОУН (м) в Західній Україні. Після переведення 115 і 118 батальйонів (в складі яких були вихідці з похідної групи «Буковинський курінь») на Захід, і їх перехід на бік французів починається новий виток репресій Третього Рейху проти націоналістів. Войновського, як і багатьох інших українців, заарештувало гестапо і відправило до в'язниці:
|                      | ...я був ув’язнений ґестапом і пройшов в’язницю на Лонцького та концляґер в Саксенгавзені. Зі мною пройшли тортури: Юліян Вассиян, Микола Бігун, Осип Бойдуник, Петро Войновський, Всеволод Левицький, Володимир Мартинець, Кость Мельник, а замучили там О. Ольжича. |
| — Михайло Бажанський | |

Перебував в німецькому ув'язненні у Берліні, Монтелюпі, концентраку Лібен. Наприкінці війни Петро Войновський тяжко хворіє. У 1945 році переходить в американську зону окупації. 1946 року, як колишній політичний в'язень, став членом Товариства Українських Політичних В'язнів.

### Еміграція

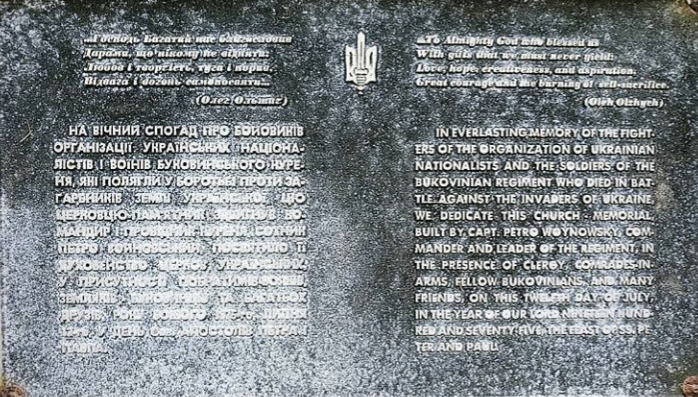
Пам'ятна дошка на честь Буковинського куреня на підмурку каплиці Святих Петра і Павла, м. Кергонксон

У 1949 р. Петро Войновський переїздить до США. Там бере участь у відновленні діяльності Організації Державного Відродження України та Організації бувших вояків-українців в Америці, член Українського вільного козацтва, Пласту (належав до куреня «Хмельниченки» та осередку УПС у Кергонксоні). Та найголовнішим у його житті після війни залишався моральний, духовний обов'язок командира Буковинського Куреня. Полковник Петро Войновський збирав матеріали про побратимів та про спільну боротьбу за Україну.
На власні кошти побудував Вояцьку Святиню учасникам Буковинського Куреня — Церкву-Пам'ятник св. Апостолів Петра і Павла у Кергонксоні, штат Нью-Йорк, США. Освячення відбулось 12 липня 1975 року на свято св. Петра і Павла.

### Після здобуття Україною незалежності
П. Войновський — один із небагатьох активних учасників визвольних змагань, які дочекалися проголошення незалежності України. Попри похилий вік, брав активну участь у відновленні державності. 
22 серпня 1992 у складі делагації Державного Центру УНР відвідав незалежну Україну, де взяв участь в ряді урочистих заходів на честь 1-ї річниці  незалежності, зокрема в передачі грамоти від Президента УНР в екзилі Миколи Плав'юка Президентові України Леоніду Кравчуку. Це означало, що Україна ставала правонаступницею Української Народної Республіки.
На кошти, зібрані Петром Войновським, у Чернівцях зведений пам'ятник «Героям Буковинського Куреня» 1918—1941-1944 років наприкінці вересня 1995 року.
Помер 8 квітня 1996 року в Нью-Йорку. Похований на українському цвинтарі св. Андрія у Саут-Баунд-Брук, Нью-Джерсі, США.

## Сім'я
Дружина — Наталка Нижанківська, родом зі Львова (батько був січовим стрільцем, а згодом артистом; мати — кравчиня, співала в українському театрі; мала двох братів та сестру). Донька — Оксана Базилевська (Войновська) одружена зі священником о. Юрієм Базилевським. Внуки: Христина, Андрій та Богдан Базилевські.